# Metadilepis globacantha
Espèce
Metadilepis globacantha est une espèce de cestodes de la famille des Metadilepididae, parasitant les engoulevents.